# Tom Zirbel
Tom Zirbel (Boulder, 30 de octubre de 1978) es un ciclista profesional estadounidense.

## Trayectoria
En 2009 fue segundo en el Campeonato de Estados Unidos Contrarreloj y cuarto en el Campeonato del Mundo, resultados que le sirvieron para firmar un contrato con el equipo Garmin-Transitions para la siguiente temporada. Sin embargo, el 28 de diciembre se anunció que el ciclista había dado positivo por DHEA en un control antidopaje realizado el 29 de agosto, durante el Campeonato de Estados Unidos Contrarreloj. El corredor solicitó el contraanálisis, mientras que el equipo anunció la ruptura del contrato firmado para la siguiente temporada.
Tras cumplir su sanción, en 2011, fichó por el modesto equipo estadounidense Jamis-Sutter Home, donde logró por tercera vez la segunda plaza en el campeonato de Estados Unidos contrarreloj.
En 2012 cambió de equipo y fichó por el Optum-Kelly Benefit Strategies.
En septiembre de 2016 anunció su retirada del ciclismo tras once temporadas como profesional y con 37 años de edad.

## Palmarés
2008
- 1 etapa del Tour de Utah
- 2.º en el Campeonato de Estados Unidos Contrarreloj

2009
- 2.º en el Campeonato de Estados Unidos Contrarreloj

2011
- 2.º en el Campeonato de Estados Unidos Contrarreloj

2012
- 1 etapa del Tour de Elk Grove

2013
- 1 etapa de la Vuelta al Alentejo
- 1 etapa del Tour de Gila
- Campeonato de Estados Unidos Contrarreloj

2014
- 2.º en el Campeonato de Estados Unidos Contrarreloj

2015
- 1 etapa del Tour de Gila

2016
- 1 etapa del Tour de Gila
- 2.º en el Campeonato de Estados Unidos Contrarreloj

## Equipos
- Bissell Pro Cycling Team (2006-2009)
- Jamis-Sutter Home (2011)
- Optum-Kelly Benefit Strategies (2012-2016)